# Earth Simulator

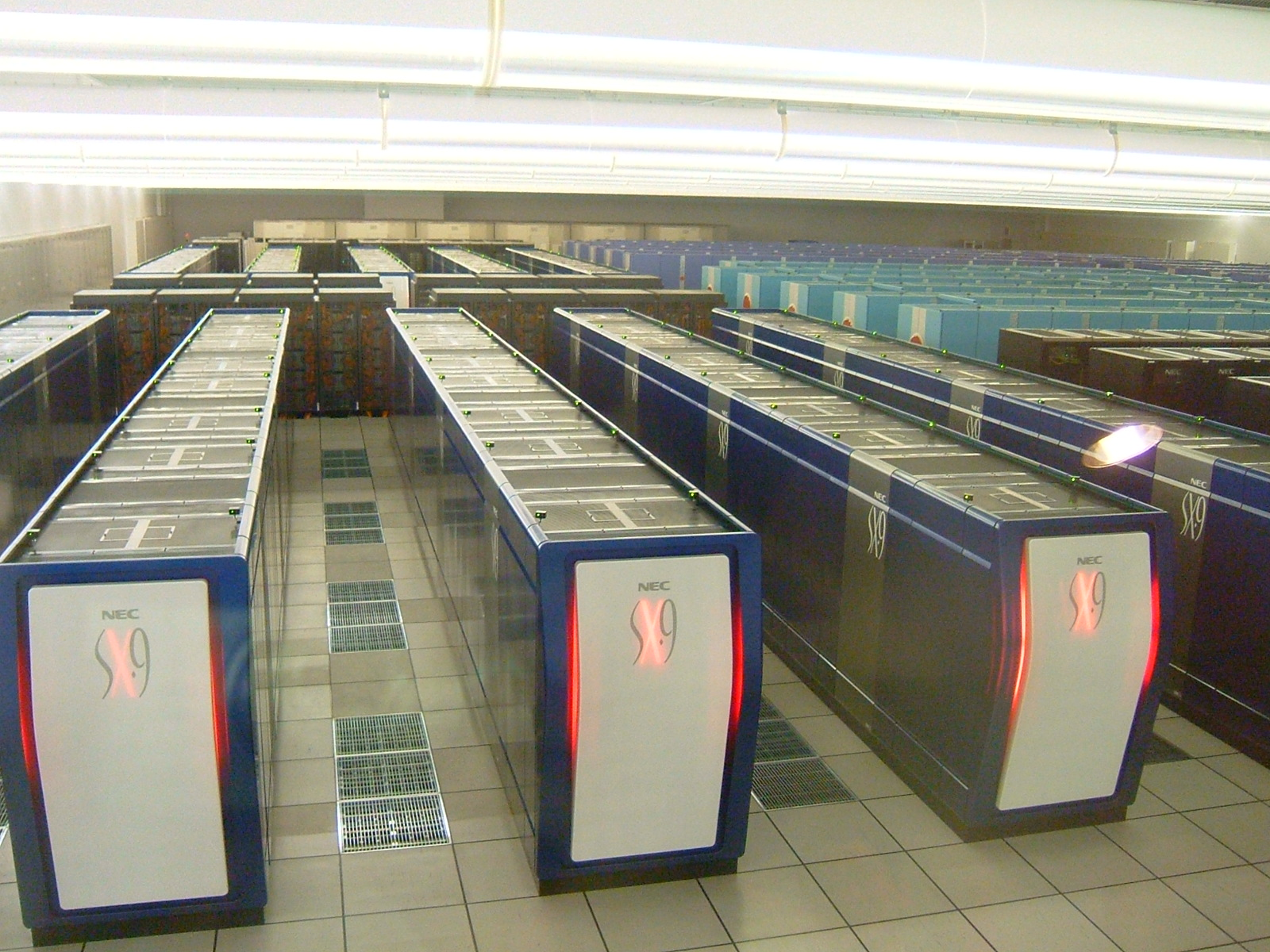
Earth Simulator

L'Earth Simulator (ES) è stato il più potente supercomputer del pianeta tra il 2002 e il 2004.
Il sistema è posizionato nell'Earth Simulator Center (ESC) a Kanazawa-ku (ward), Yokohama-shi, Giappone. Il computer è in grado di sviluppare 35,86 TeraFLOPS. Il sistema è stato sviluppato dal NASDA, JAERI, e dal JAMSTEC nel 1997 per studiare le evoluzioni del clima su scala globale. La costruzione iniziò nell'ottobre del 1999 e venne completata nel febbraio del 2002. Il sistema divenne operativo ufficialmente l'11 marzo 2002. Il costo del progetto è stato di 7,2 miliardi di yen. L'Earth Simulator venne superato dal prototipo Blue Gene/L il 29 settembre 2004.
Costruito dalla NEC l'ES, è basato sull'architettura NEC SX-6. Il sistema è formato da 640 nodi con 8 processori vettoriali e 16 gigabyte di memoria RAM per ogni nodo. Il sistema nel complesso ha 5120 processori e 10 terabyte di memoria RAM. Due nodi occupano 1 metro × 1,4 metri × 2 metri di cabinet. Ogni cabinet consuma 20 kVA di potenza. Il sistema ha 700 terabyte di hard disk (450 per il sistema e 250 per gli utenti) e 1,6 petabyte di spazio su nastri. L'ES al momento della sua presentazione era cinque volte più veloce dell'ASCI White il precedente più potente computer del pianeta.
Il sistema è in grado di effettuare simulazioni dell'intera atmosfera planetaria e degli oceani con una precisione di 10 chilometri.
La struttura dell'ESC è stata accuratamente progettata per proteggere il computer ES dai disastri naturali. Dei fili percorrono l'esterno dell'edificio per poter intercettare e scaricare a terra eventuali fulmini o scariche ad alta tensione. L'illuminazione è fornita da lampade alogene installate esternamente alla sala dei computer per prevenire eventuali interferenze magnetiche. L'edificio è costruito su speciali supporti isolanti che oscillando e comprimendosi proteggono l'edificio dalle scosse sismiche.